# Guillaume Canet
Guillaume Canet (Boulogne-Billancourt, 10 de abril de 1973) es un actor y director francés, ganador del Premio César como director.

## Vida personal
Comenzó una relación en 1999 con la modelo y actriz alemana Diane Kruger. Se casaron el 1 de septiembre de 2001, para divorciarse cinco años más tarde, en 2006. Desde 2007 está casado con la actriz francesa Marion Cotillard. Tienen dos hijos.

## Filmografía como actor
Es conocido internacionalmente por su papel como Étienne en La playa (2000)
- 1995: Fils unique, dirigida por Philippe Landoulsi (corto).
- 1997: Barracuda, dirigida por Philippe Haïm, Premio de interpretación del Festival de Saint-Jean-de-Luz.
- 1998: Sentimental Education, dirigida por C. S. Leigh.
- 1998: Ceux qui m'aiment prendront le train, dirigida por Patrice Chéreau.
- 1998: En plein cœur, dirigida por Pierre Jolivet, adaptación de la novela de Georges Simenon, En cas de malheur.
- 1999: Trait d'union, dirigida por Bruno García (corto).
- 1999: Je règle mon pas sur le pas de mon père, dirigida por Rémi Waterhouse.
- 2000: J'peux pas dormir..., dirigida por Guillaume Canet (corto).
- 2000: The Beach (La playa), dirigida por Danny Boyle.
- 2000: La Fidélité, dirigida por Andrzej Żuławski.
- 2000: The Day the Ponies Come Back, dirigida por Jerry Schatzberg.
- 2001: Les Morsures de l'aube, dirigida por Antoine de Caunes.
- 2001: Vidocq, dirigida por Pitof.
- 2002: Le Frère du guerrier, dirigida por Pierre Jolivet.
- 2002: Mille millièmes, dirigida por Rémi Waterhouse.
- 2002: Mon idole, dirigida por Guillaume Canet.
- 2003: Jeux d'enfants (Quiéreme si te atreves), dirigida por Yann Samuell.
- 2003: Les Clefs de bagnole, dirigida por Laurent Baffie (solo hace un cameo como sí mismo).
- 2004: Narco, dirigida por Tristan Aurouet y Gilles Lellouche.
- 2005: Joyeux Noël, dirigida por Christian Carion.
- 2005: Hell (El Infierno), dirigida por Danis Tanovic.
- 2005: Un ticket pour l'espace, dirigida por Éric Lartigau.
- 2006: Ne le dis à personne (No se lo digas a nadie), dirigida por Guillaume Canet.
- 2006: Cars (Voz francesa de Rayo McQueen).
- 2007: Ensemble, c'est tout (Juntos, nada más) dirigida por Claude Berri.
- 2007: Darling, dirigida por Christine Carrière.
- 2007: La Clef, dirigida por Guillaume Nicloux.
- 2008: Les Liens du sang, dirigida por Jacques Maillot.
- 2009: The Last Flight, dirigida por Karim Drid.
- 2009: Espion(s), dirigida por Nicolas Saada.
- 2011: Une vie meilleure, dirigida por Cédric Khan.
- 2011: La guerre des boutons (La guerra de los botones), dirigida por Christophe Barratier.
- 2011: Last Night, dirigida por Massy Tadjedin
- 2012 : The Players.
- 2013 : Jappeloup.
- 2013 : Turning Tide.
- 2014 : In the Name of My Daughter.
- 2014 : Next Time I'll Aim for the Heart.
- 2015 : The Program.
- 2015 : Minions.
- 2016 : Arctic Heart.
- 2016 : Cézanne and I.
- 2016 : El asedio de Jadotville.
- 2017 : Rock'n Roll (Cosas de la edad).
- 2017 : Perdido.
- 2018 : El gran baño.
- 2018 : L'amour est une fête.
- 2018 : Dobles vidas.
- 2019 : La belle époque.
- 2019 : Au nom de la terre.
- 2021 : Lui.
- 2023 : Jugando con fuego.
- 2023 : Fuera de temporada.
- 2023 : Astérix y Obélix y el reino medio.
- 2023 : Lluvia ácida.
- 2025 : Ad Vitam.

## Filmografía como director
- 1996: Sans regrets (corto)
- 1998: Je taim (corto)
- 2000: Scénarios sur la drogue (corto)
- 2000: J'peux pas dormir (corto)
- 2002: Mon idole
- 2006: Ne le dis à personne (No se lo digas a nadie).
- 2010: Les petits mouchoirs (Pequeñas mentiras sin importancia)
- 2013: Blood Ties
- 2017: Rock'n'Roll (Cosas de la edad)
- 2019: Nous finirons ensemble (Pequeñas mentiras para estar juntos)
- 2021: Lui
- 2023: Astérix y Obélix y el reino medio.

Ha ganado el Premio César como mejor director en 2007 por la película Ne le dis à personne (No se lo digas a nadie), basada en la novela de Harlan Coben.